# Chudiakowa (obwód irkucki)
Chudiakowa (ros. Худякова) – wieś (dieriewnia) w Rosji, w obwodzie irkuckim, w rejonie irkuckim. W 2010 liczyła 530 mieszkańców.